# Thamnobryum angustifolium
Espèce
Synonymes
- Thamnium angustifolium Holt[1]

Statut de conservation UICN

 CR B1+2c : 
En danger critique
Thamnobryum angustifolium est une espèce de plantes de la famille des Neckeraceae, endémique à l'Angleterre.

## Publication originale
- American Midland Naturalist 5: 51. 1917.